# Gunnar Salander
Gunnar Ludvig Malkolm Salander, född 11 september 1876 i Skara, Skaraborgs län, död 5 maj 1947 i Stockholm, var en svensk militär (överste).

## Biografi
Salander var son till lektor Nils Salander och Olivia Belfrage. Han var underlöjtnant vid Första Göta artilleriregemente (No 2) 1897, major i regementet och chef för artilleristaben 1921. Salander var överstelöjtnant vid Bodens artilleriregemente (A 8) 1925, överstelöjtnant och chef för Gotlands artillerikår (A 7) 1928. Han blev överste i armén 1928 och var överste och chef för Göta artilleriregemente (A 2) 1931–1936. Salander var försvarsbefälhavare i Göteborg 1940–1942.
Han genomgick Artilleri- och ingenjörhögskolans högre kurs 1900–1902, var repetitör där 1902–1904 och artilleristabsofficer 1906–1912. Salander var lärare vid Artilleriskjutskolan 1926 och 1927, adjutant hos konungen 1919 och blev överadjutant 1928. Han var styrelseledamot i Korsnäs Sågverk AB och Gimo AB.
Salander gifte sig 1904 med Britte Kilman (1879–1954), dotter till översten Max Kilman och Anna Hallin. Han var far till Gunhild (1905–1996), gift med rådmannen Torsten Schiller och med A. F. R. Knoop, och Harald (1908–1986), civilingenjör i Buenos Aires. Salander avled 1947 och gravsattes på Norra begravningsplatsen i Stockholm.

## Utmärkelser
Salanders utmärkelser:
- Minnestecken med anledning av Konung Gustaf V:s 70-årsdag (GV:sJmt)
- Kommendör av 1. klass av Svärdsorden (KSO1kl)
- Riddare av Nordstjärneorden (RNO)
- Kommendör av 2. graden av Danska Dannebrogsorden (KDDO2gr)
- Kommendör av Belgiska Leopoldsorden (KBLeopO)
- Kommendör av 2. klass av Storbritanniska Victoriaorden (KStbVO2kl)
- Riddare av Franska Hederslegionen (RFrHL)
- Ledamot av Kungliga Krigsvetenskapsakademien (Ledamöter av Kungliga Krigsvetenskapsakademien)